# Lac Wallowa
Pour les articles homonymes, voir Wallowa.
Le lac Wallowa est un lac de l'Oregon, aux États-Unis, situé dans le comté de Wallowa.